# Saint-Aubin-de-Scellon
Saint-Aubin-de-Scellon là một xã của tỉnh Eure, thuộc vùng Normandie, miền bắc nước Pháp.